# Bachman–Wilson House
 La Casa Bachman Wilson, construida y originalmente ubicada en Millstone, en el condado de Somerset, Nueva Jersey, Estados Unidos, fue diseñada originalmente por Frank Lloyd Wright en 1954 para Abraham Wilson y su primera esposa, Gloria Bachman. El hermano de la Sra. Bachman, Marvin, había estudiado con Wright en Taliesin West, su hogar y estudio en Scottsdale, Arizona.  En 2014, la casa fue adquirida por el Museo de Arte Americano Crystal Bridges en Bentonville, Arkansas, y se reubicó en su totalidad en el campus del museo.

## Arquitectura
La casa Bachman Wilson es un ejemplo de la invención de Wright de la arquitectura Usoniana.  Wright construyó muchas de sus casas en torno a la idea de una vida cómoda y de bajo costo que se adapta a las necesidades de sus residentes, además de construir una estructura que se adapte a su entorno.  Wright estaba decidido a usar su nuevo estilo para reinventar las formas similares a cajas de la arquitectura de principios a mediados del siglo XX, y crear edificios adecuados para los tiempos modernos, así como atractivos y emocionantes para que las personas experimenten en un sentido visual. Las ideas de Wright para la vida de bajo costo se originaron a principios del siglo XX, y Wright pudo producir una gran cantidad de diseños en ese tiempo. Con el tiempo, se convertirían en una de las colecciones de diseños más grandes realizadas por Wright a principios del siglo XX. 
La casa es un hermoso ejemplo de la búsqueda en curso de Wright de la "destrucción de la caja", y brinda a los visitantes una experiencia maravillosa con sus espacios abiertos y fluidos y su transparencia. La invención de Wright de la esquina transparente, que se puede ver en la forma en que las altas ventanas se encuentran en una esquina con vista al área del porche trasero de la casa, permite que el espacio interior tenga una sensación de apertura y calma aún mayor.  Otra firma arquitectónica de Frank Lloyd Wright también se ve en la chimenea, ya que se encuentra en la parte central de la casa, lo que la convierte en una especie de centro arquitectónico simbólico. Si bien tiene muchas características que le dan una sensación de espacio abierto, también tiene muchas otras características arquitectónicas interesantes. 
La fachada frontal de bloques de hormigón tiene una apariencia casi de fortaleza para garantizar la privacidad desde la calle.  La casa está construida con bloques de concreto Way-Lite y molduras de caoba filipinas. Tiene una segunda planta, rara en una casa usoniana, con balcones en voladizo. La sala de estar tiene una banqueta incorporada enfrente a una escena boscosa a través de una pared de paneles de vidrio de 10 pies de altura, que simboliza un banco trascendental colocado ante el altar de la naturaleza. 
El espacio público es un punto focal dramático, con paredes de vidrio y un plano de planta abierto. Paneles de madera de formas abstractas y más de 24 ventanas triforio proporcionan un toque decorativo discreto a este espacio de lujo. Estos recuerdan los motivos geométricos de los nativos americanos, así como las formas estilizadas que pueden estar basadas en la naturaleza. La construcción se completó en 1956. Gloria y Abraham Wilson fueron los dueños originales de la casa, y luego fue vendida y restaurada en 1988.

## Sharon y Lawrence Tarantino
En 1988, Sharon y Lawrence Tarantino adquirieron la descuidada Casa Bachman Wilson. Tarantino Architects ha guiado desde entonces la restauración completa de la casa y ha reconstruido la cocina de acuerdo con los dibujos originales de Wright.  Sharon y Lawrence Tarantino han recibido varios premios por su trabajo de restauración, incluido el Premio Wright Spirit. 
La casa fue ubicada originalmente a lo largo del río Millstone en Millstone Borough.  Ejemplifica la filosofía "usoniana" de Wright y emplea sus primeros principios de construcción ecológica, que incluyen minimizar el tamaño de la casa y los espacios auxiliares, ser pioneros en el diseño de calor solar pasivo y de calor radiante, emplear luz natural y reciclar los residuos de la construcción. Como su ubicación era propensa a las inundaciones, los propietarios buscaron reubicarla y reconstruirla en un sitio más seguro para preservarla.

## Reubicación y renovación
El 15 de enero de 2014, el Museo de Arte Americano de Crystal Bridges en Bentonville, Arkansas, anunció que estaba adquiriendo la Casa Bachman-Wilson y había hecho planes para reubicar la casa en su totalidad en el campus del museo.  Debido a sus inundaciones pasadas y otras circunstancias, no se pudo reubicar toda la estructura original, como la pared exterior de bloques de concreto y el piso de concreto teñido, los cuales fueron reconstruidos por el equipo de reconstrucción de Crystal Bridges para la reubicación. A pesar de los daños causados por las inundaciones, la mayor parte del interior de la casa se ha salvado y se puede ver y recorrer en los terrenos de Crystal Bridges. 
La casa está ubicada en el lado sur de Crystal Bridges y está a solo un breve paseo de la entrada sur. Además de la casa, también hay un pabellón de bienvenida construido por la Escuela de Arquitectura Fay Jones de la Universidad de Arkansas que informa a los visitantes no solo sobre la Casa Bachman-Wilson sino también sobre Frank Lloyd Wright y sus obras en otros lugares.

## Artículos
- 14 de octubre de 2001:  Memories of a Famous Architect - New York Times
- 7 de marzo de 2008:  AIArchitect This Week | For the People: Preserving Wright’s Usonian Houses
- 21 de noviembre de 2008:  Frank Lloyd Wright Renovation Receives Merit Award - Inhabitat
- 17 de octubre de 2008:  Honors for Restored Wright House - New York Times
- 2011:  10 Most Endangered Historic Places in New Jersey
- 19 de abril de 2012:  A Frank Lloyd Wright House in NJ ready to deconstruct and reconstruct Archivado el 13 de febrero de 2019 en Wayback Machine.
- January, 14, 2014: Crystal Bridges Museum of American Art Acquire A Rare Frank Lloyd House, Preserves an architectural treasure
- 12 de febrero de 2014: Crystal Bridges Museum Acquires Frank Lloyd Wright Usonian House